# 安吉拉·貝爾斯托
安吉拉·貝爾斯托（英語：Angela Bairstow，1942年5月31日—2016年2月13日），英格蘭女子羽毛球運動員，丈夫為前国际羽毛球联合会主席伊恩·帕爾默。
安吉拉·貝爾斯托在1958年贏得第一個全國青少年單打冠軍後開始嶄露頭角，並在1959年、1960年達成三連霸，在雙打比賽中也贏得4次冠軍。1963年，貝爾斯托同時出戰全英羽毛球公開賽單打、雙打及混雙項目，最終在女子單打決賽中敗於另一名英格蘭選手茱蒂·德夫林。
1964年至1968年間，貝爾斯托在蘇格蘭、德國、荷蘭、愛爾蘭公開賽以及英格蘭全國羽毛球錦標賽、亞錦賽和歐錦賽等國際比賽取得佳績。1966年，貝爾斯托在牙買加京斯敦舉辦的大英國協運動會羽毛球比賽贏得女單、混雙金牌及女雙銀牌。1965年，她在荷蘭公開賽同時贏得女單、女雙、混雙三項冠軍。除此之外，在亞洲錦標賽主辦方禁止非亞洲球員參賽前，貝爾斯托也曾在第二屆亞錦賽包辦三個項目的冠軍。
1970年，安吉拉·貝爾斯托與她的教練伊恩·帕爾默結婚，兩人共育有3名兒女及4名孫子女。